# Lago dell'Oronaye
Il lago dell'Oronaye è un bacino alpino francese che si trova nel comune di Val d'Oronaye nella valle dell'Ubayette (valle laterale della valle dell'Ubaye) ai piedi del monte Oronaye.

## Caratteristiche

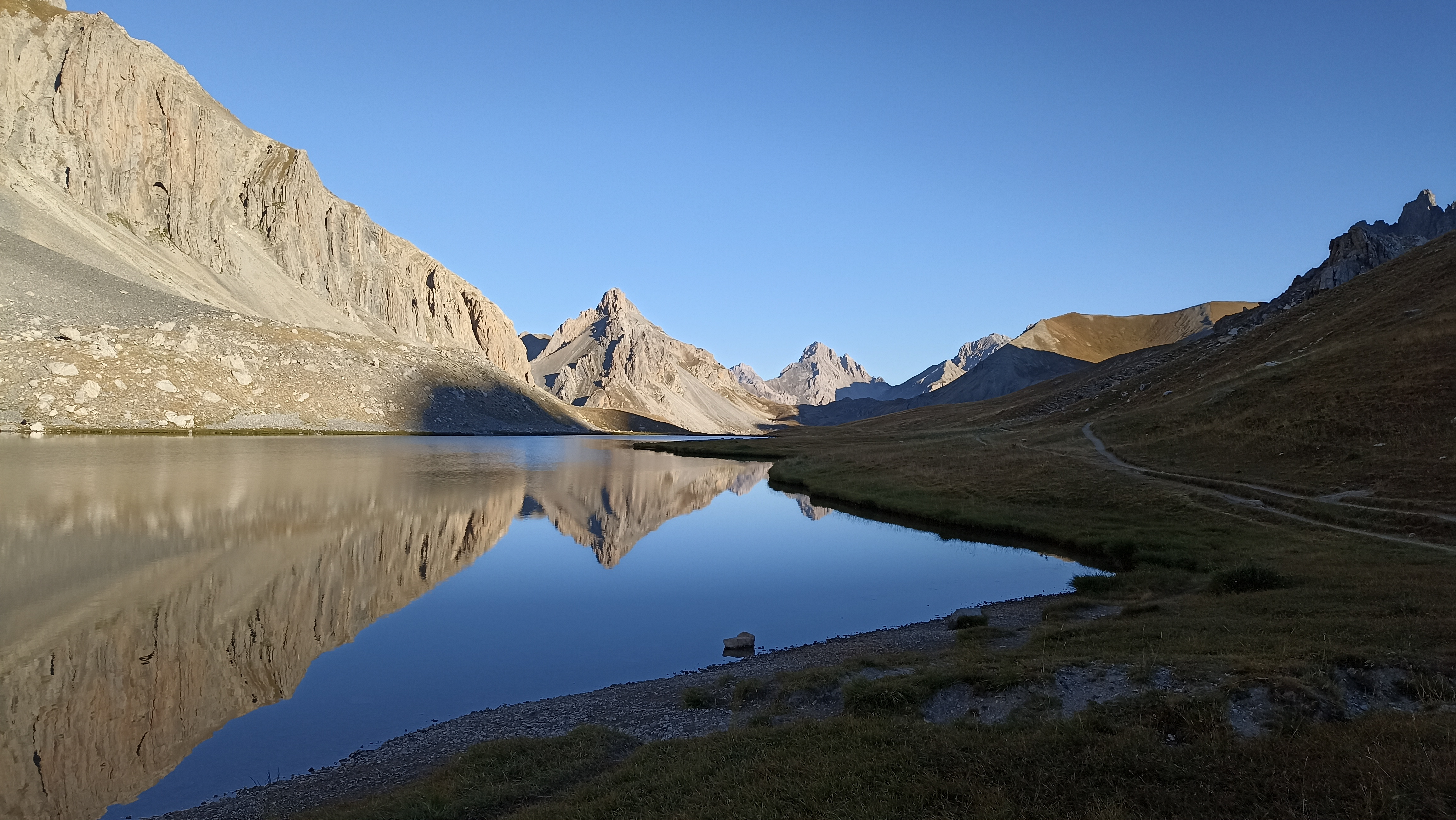
Il lago illuminato dal sole del mattino.

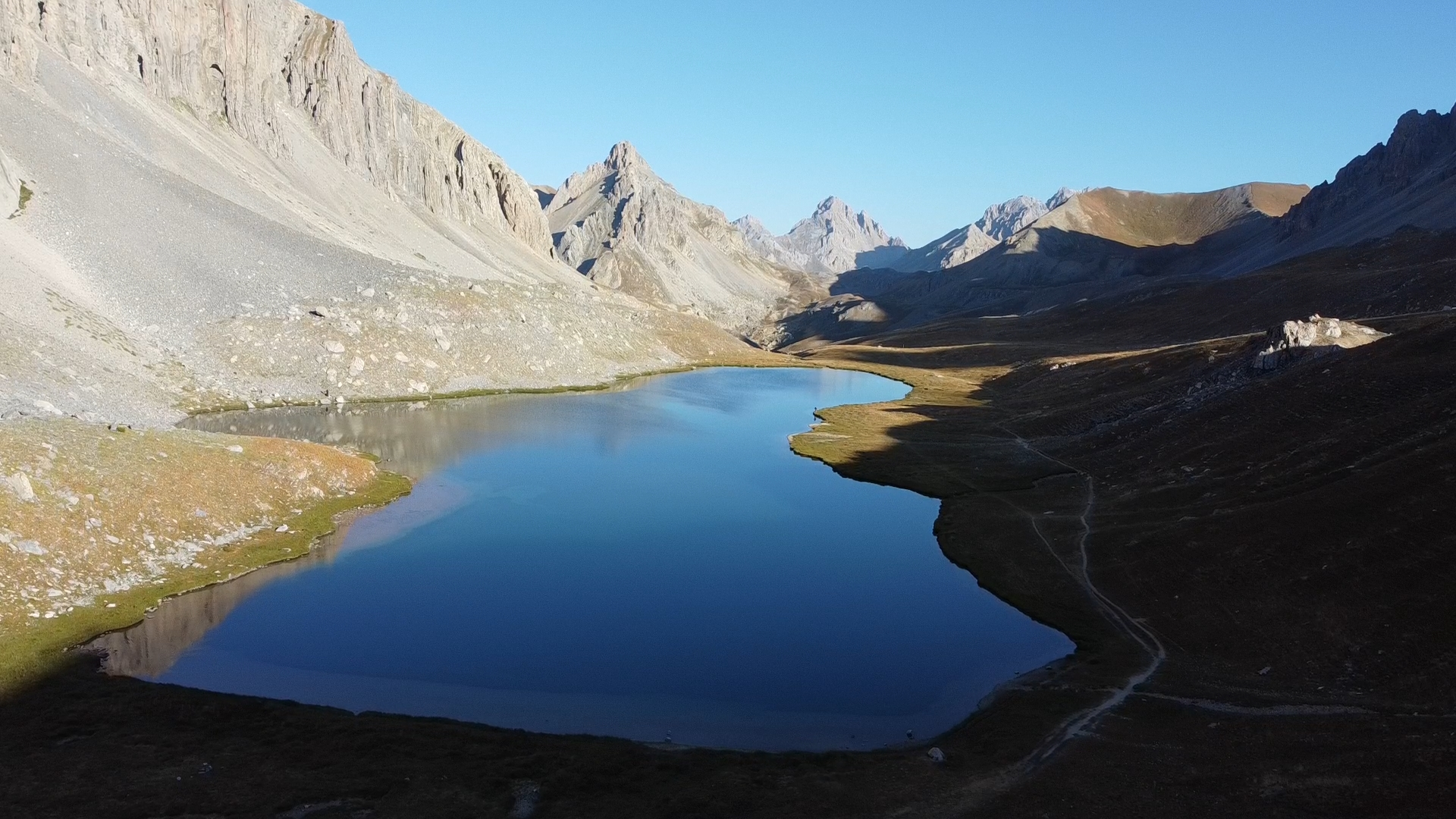
Il lago al mattino.

Prende il nome dal monte Oronaye che lo sovrasta sul lato sinistro.
È collocato appena sotto il colle di Roburent (2.502 m), colle che segna il confine tra La Francia e l'Italia.

## Accesso
Il lago è raggiungibile per sentiero. Il sentiero inizia dalla strada che sale al colle della Maddalena e circa 700 m prima di raggiungere il colle dal versante francese. Per sentiero si tratta di risalire il vallone dell'Oronaye che sale prima verso nord-est e poi piega a sud-est.